# 김덕현 (배우)
김덕현(본명: 김덕구, 1967년 4월 19일~)은 대한민국의 배우이자 연극인이다. 1986년에 연극배우로 처음 데뷔한 후, 1991년 KBS 14기 공채 탤런트로 정식 입격했다.

## 출연작

### 드라마
- 1991년 KBS 시골풍경드라마 《대추나무 사랑걸렸네》
- 1992년 KBS2 단막드라마 《TV 손자병법》
- 1993년 KBS2 단막드라마 《신 손자병법》
- 1996년 KBS2 수목드라마 《전설의 고향》 ... 구미호 / 망자의 소원 - 각종 단역
- 1998년 KBS2 월화 미니시리즈 《거짓말》
- 1998년 MBC 주간시트콤 《여자 대 여자》 ... 황상범 역(단역)
- 1999년 KBS2 금요 특별기획 드라마 《부부클리닉 사랑과 전쟁》
- 1999년 KBS2 월화 미니시리즈 《학교》
- 1999년 MBC 주간시트콤 《여자 대 여자》 ... 조경출 역(단역)
- 2001년 ITV 일일드라마 《해바라기 가족》
- 2001년 MBC 법정드라마 《실화극장 죄와 벌》
- 2004년 KBS2 주말연속극 《애정의 조건》
- 2004년 SBS 일일연속극 《소풍가는 여자》
- 2004년 ~ 2005년 KBS1 일일연속극 《금쪽같은 내 새끼》
- 2004년 ~ 2005년 KBS1 대하드라마 《불멸의 이순신》 ... 언복 역
- 2005년 ~ 2006년 KBS1 TV소설 《고향역》 ... 최 계장 역
- 2006년 KBS1 주말 특별기획 드라마 《서울 1945》 ... 박헌영 비서 역
- 2006년 ~ 2007년 KBS2 아침드라마 《아줌마가 간다》 ... 김성태 역
- 2007년 KBS2 아침드라마 《사랑해도 괜찮아》
- 2007년 KBS2 월화 미니시리즈 《얼렁뚱땅 흥신소》 ... 경찰 역
- 2008년 KBS2 수목 미니시리즈 《바람의 나라》
- 2010년 KBS1 주말 특별기획 드라마 《명가》 ... 이 서방 역
- 2010년 KBS2 아침드라마 《엄마도 예쁘다》 ... 김 비서 역
- 2011년 ~ 2012년 KBS1 대하드라마 《광개토태왕》 ... 거보 역
- 2012년 ~ 2013년 KBS1 일일연속극 《힘내요 미스터 김》 ... 김 부장 역
- 2013년 MBN 다큐드라마 《대한민국 정치비사》 ... 노태우 역
- 2015년 MBC 드라마넷 금토 드라마 《태양의 도시》
- 2015년 KBS1 대하드라마 《징비록》 ... 명나라 대신 역
- 2015년 tvN 아침드라마 《울지 않는 새》
- 2015년 ~ 2016년 KBS2 수목드라마 《장사의 신 - 객주 2015》
- 2016년 KBS2 일일드라마 《여자의 비밀》 ... 박 변호사 역
- 2017년 KNN 농촌 시트콤 《웰컴 투 가오리 시즌2》 ... 이상수 역
- 2018년 MBN 수목 미니시리즈 《마녀의 사랑》
- 2020년 KBS2 드라마 스페셜 《그곳에 두고 온 라일락》
- 2021년 ~ 2022년 KBS1 일일연속극 《국가대표 와이프》 ... 고성만 역
- 2023년 KBS1 일일연속극 《금이야 옥이야》 ... 최원기 역
- 2024년 KBS1 일일연속극 《수지맞은 우리》
- 2024년 KBS2 일일드라마 《스캔들》 ... 박 전무 역
- 2025년 KBS2 수목드라마 《빌런의 나라》 ... 김 상무 역

### 영화
- 1998년 《약속》... 야쿠자 역
- 2002년 《피아노 치는 대통령》... 교사 역
- 2006년 《로망스》... 하 형사 역
- 2006년 《다세포 소녀》... 조교 역
- 2008년 《라듸오 데이즈》... 오디션 사내 3 역
- 2018년 《신 전래동화》... 김선달 역
- 2019년 《유정: 스며들다》... 송 부장 역
- 2019년 《얼굴없는 보스》... 클럽 사장 1 역

### 예능
- KBS1《가족오락관》(2009년 1월 10일)
- KBS1《긴급구조119》... 재연극